# Arsenij Golenisjtjev-Kutuzov

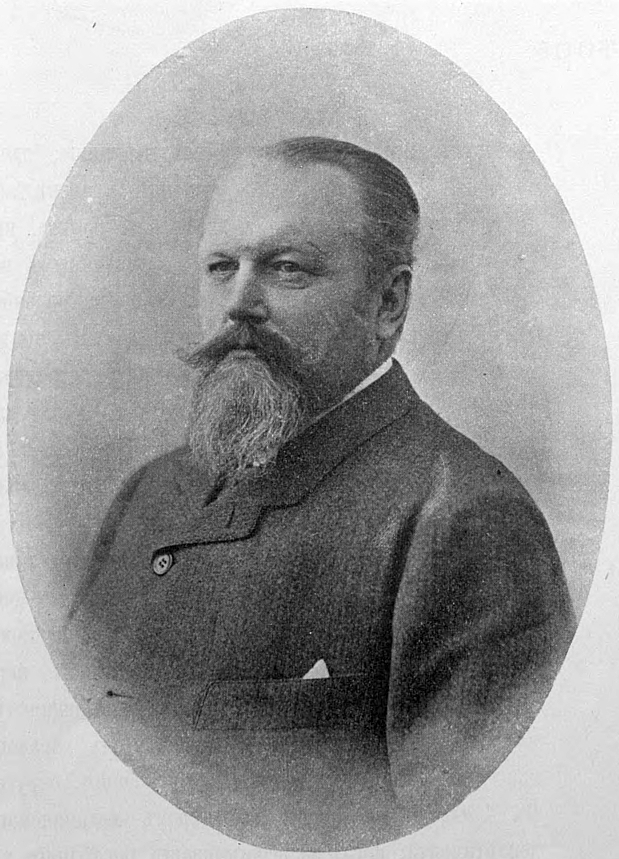
Arsenij Golenisjtjev-Kutuzov.

Arsenij Arkadjevitj Golenisjtjev-Kutuzov (ryska: Арсений Аркадьевич Голенищев-Кутузов), född 7 juni (gamla stilen: 26 maj)  1848 i Tsarskoje Selo, död 10 februari (gamla stilen: 28 januari) 1913, i Sankt Petersburg, var en rysk greve och skald.
Golenisjtjev-Kutuzov blev 1895 sekreterare i kejsarinnan Maria Fjodorovnas kansli och 1900 hedersledamot av akademien i Sankt Petersburg. Han var en finkänslig, natursvärmande lyriker, bland vars dikter finns motiv från Krim, och författade även poetiska berättelser, däribland Gasjin (1875), med motiv från Turkestan, Stariki (Gubbarna, 1877), från det sista rysk-turkiska kriget, Skazka notji (Nattens saga, 1880) och Razsvjet (Gryningen, 1882) samt det dramatiska utkastet Svjatopolks död (1878). Hans samlade dikter utkom 1894 (ny upplaga 1904).